# Beginners
Beginners (bra: Toda Forma de Amor; prt: Assim É o Amor) é um filme estadunidense de 2010, do gênero comédia dramático-romântica, escrito e dirigido por Mike Mills.
Beginners estreou no Festival Internacional de Toronto, quando o Los Angeles Times o descreveu como um filme "sincero" e "inebriante" e cujo elenco tem "um forte senso de responsabilidade com os seus semelhantes do mundo real". Christopher Plummer levou o Óscar de melhor ator coadjuvante por sua atuação.

## Sinopse
Oliver (Ewan McGregor) reflete sobre a vida e a morte de seu pai, que depois de uma relação de aproximadamente quatro décadas com Georgia (mãe de Oliver) revelou que era homossexual. E enquanto tenta emplacar um relacionamento amoroso com Anna (Mélanie Laurent), ele relembra os momentos que passou com os pais.

## Elenco
- Ewan McGregor ... Oliver Fields
- Christopher Plummer ... Hal Fields, pai do Oliver
- Mélanie Laurent ... Anna Wallace, uma atriz francesa com quem Oliver começa um caso de amor
- Goran Višnjić ... Andy, o amante mais jovem de Hal
- Mary Page Keller ... Georgia Fields, mãe de Oliver
- Kai Lennox ... Elliot, amigo e colega de trabalho de Oliver
- China Shavers ... Shauna, amigo e colega de trabalho de Oliver
- Cosmo ... Arthur

## Prêmios e indicações
| Prêmio             | Categoria               | Recipiente          | Resultado |
| ------------------ | ----------------------- | ------------------- | --------- |
| BAFTA 2012         | Melhor ator coadjuvante | Christopher Plummer | Venceu    |
| Globo de Ouro 2012 | Melhor ator coadjuvante | Christopher Plummer | Venceu    |
| Oscar 2012         | Melhor ator coadjuvante | Christopher Plummer | Venceu    |